# Dalnic
Dalnic (węg. Dálnok) – wieś w Rumunii, w okręgu Covasna, w gminie Dalnic. W 2011 roku liczyła 956 mieszkańców.